# Ми звинувачуємо
«Ми звинувачуємо» (рос. «Мы обвиняем») — радянський двосерійний художній фільм 1985 року, який відтворює історичні події навколо шпигунського польоту Ф. Г. Пауерса в СРСР.

## Сюжет
Фільм заснований на реальних подіях: 1 травня 1960 року, напередодні зустрічі глав урядів СРСР і США, американський льотчик Френсіс Гері Пауерс на літаку Lockheed U-2 здійснив шпигунський переліт на великій висоті над територією Радянського Союзу. Однак всупереч розрахункам американського керівництва, він був збитий і живим потрапив до рук радянської влади. Агент ЦРУ пілот Пауерс постав перед судом, він повністю визнав свою провину і був засуджений. Процес над ним і інші події, пов'язані з провокаційною операцією «Переліт», відтворені з документальною точністю. Також у фільм включені хронікально-документальні кадри суду.

## У ролях
| Актор                  | Роль                                                                    |
| ---------------------- | ----------------------------------------------------------------------- |
| Ремігіюс Сабуліс       | Френсіс Гері Пауерс                                                     |
| Сергій Яковлєв         | генеральний прокурор СРСР Роман Андрійович Руденко                      |
| Павло Махотін          | генерал Борисоглебський, голова Військової колегії Верховного суду СРСР |
| Ромуальдас Раманаускас | співробітник ЦРУ Білл Коллінз (журналіст Джордж МакКормік)              |
| Степан Олексенко       | майор КДБ, слідчий з особливо важливих справ Олексій Іванович Кузьмін   |
| Олександр Гай          | адвокат М. І. Гриньов                                                   |
| Анатолій Барчук        | народний засідатель Д. З. Воробйов                                      |
| Геннадій Болотов       | народний засідатель А. І. Захаров                                       |
| Леонід Яновський       | свідок, житель села Анатолій Черемсін                                   |
| Федір Шмаков           | свідок Асабін                                                           |
| Василь Петренко        | свідок Сурін                                                            |
| Олександр Ігнатуша     | колгоспний шофер Володя Чужакін                                         |
| Карліс Тренціс         | батько Пауерса                                                          |
| Ельза Радзіня          | мати Пауерса                                                            |
| Мірдза Мартінсоне      | дружина Пауерса Барбара                                                 |
| Тетяна Слободська      | сестра Пауерса Джессіка                                                 |
| Ігор Слободський       | Білецький                                                               |
| Микола Лебедєв         | президент США Ейзенхауер                                                |
| Микола Засухін         | директор ЦРУ Аллен Даллес                                               |
| Микола Рушковський     | Сайрус Ітон                                                             |
| Валерій Сівач          | Річард Біссел                                                           |
| Георгій Шевцов         | полковник, командир спеціального авіапідрозділу Річард Шелтон           |
| Ервін Кнаусмюллер      | дипломат Майкл Емброуз                                                  |
| Станіслав Коренєв      | дипломат Юджин Лі                                                       |
| Євгенія Сабельникова   | журналістка Ельза Краймер                                               |
| Євген Паперний         | телепродюсер                                                            |
| Гліб Плаксін           | іноземець                                                               |
| Катерина Крупенникова  | дипломат                                                                |

## Знімальна група
- Режисер — Тимофій Левчук
- Сценаристи — Борис Антонов, Іван Менджерицький
- Оператор — Едуард Плучик
- Композитор — Євген Станкович
- Художник — Вульф Агранов